# Aeropuerto Internacional de Sharm el-Sheij
El Aeropuerto Internacional de Sharm el-Sheij (árabe: مطار شرم الشيخ الدولي Maṭār Sharm al-Shaykh al-Duwaliyy) (IATA: SSH, OACI: HESH), anteriormente conocido como Aeropuerto Internacional Ophira, es un aeropuerto internacional ubicado en Sharm el-Sheij, Egipto. Inaugurado el 14 de mayo de 1968, el aeropuerto fue originalmente una base de la Fuerza Aérea Israelí y también sirvió de base a la reducida flota de Ofira, antes de que el aeródromo pasase a manos egipcias según los Acuerdos de Camp David.
El 23 de mayo de 2007, la segunda terminal, con una capacidad de ocho millones de pasajeros anuales, fue inaugurada. La terminal, de 43.000 m² posee 40 mostradores de facturación y está diseñada pars atender a un gran número de vuelos chárter e internacionales. Posee dos puertas domésticas y seis internacionales, todas ellas para acceder a posiciones en remoto.
En 2008, la Egyptian Airports Holding Company anunció sus planes de construir una tercera terminal en el aeropuerto. Ibrahim Mannaa, director de Airports Holding Company, dijo que esto está encaminado a adecuar al aeropuerto al aumento de pasajeros, que excedió el 28% durante los primeros ocho meses de 2008.
En 2008, el aeropuerto atendió a 7.758.859 pasajeros (20.8% más que en 2007). Es el segundo aeropuerto con más tráfico de Egipto tras el Aeropuerto Internacional de El Cairo.

## Aerolíneas y destinos
| Aerolíneas                            | Ciudades | Alianza       |
| ------------------------------------- | --- | ------------- |
| Air Cairo 13 destinos                 | Internacionales: (13) Bari / Billund / Copenhague / Düsseldorf / Ereván / Katowice / Milán / Nápoles / Oslo / Roma / Taskent / Tiflis / Varsovia | N/A           |
| AlMasria Universal Airlines 1 destino | Doméstico: (1) El Cairo | N/A           |
| EgyptAir 2 destinos                   | Domésticos: (2) Alejandría / El Cairo | Star Alliance |
| EgyptAir Express 2 destinos           | Doméstico: (1) Hurgada Internacional: (1) Ciudad de Kuwait                                                                                       | Star Alliance |
| Nile Air 1 destino                    | Doméstico: (1) El Cairo | N/A           |
| Flynas 2 destinos                     | Internacionales: (2) Riad / Yida | N/A           |
| Germania Flug 1 destino               | Internacional: (1) Zúrich | N/A           |
| Gulf Air 1 destino                    | Internacional: (1) Baréin | N/A           |
| Neos 1 destino                        | Internacional: (1) Milán | N/A           |
| Pegasus Airlines 1 destino            | Internacional: (1) Estambul | N/A           |
| Saudia 2 destinos                     | Internacionales: (2) Riad / Yida | Skyteam       |
| TUI fly Belgium 3 destinos            | Internacionales: (3) Bruselas / Bruselas-Sur / Brujas                                                                                            | N/A           |
| TUI Airlines Nederland 1 destino      | Internacional: (1) Ámsterdam | N/A           |
| Turkish Airlines 1 destino            | Internacional: (1) Estambul | Star Alliance |

## Destinos internacionales
| Ciudades por países | Nombre del aeropuerto                         | Aerolíneas                        | Aeronaves | Frecuencias semanales |
| Asia                | Asia                                          | Asia                              | Asia      | Asia                  |
| ------------------- | --------------------------------------------- | --------------------------------- | --------- | --------------------- |
| Arabia Saudita      |                                               |                                   |           |                       |
| Riad                | Aeropuerto Internacional Rey Khalid           | flynas Saudia                     | A32x      |                       |
| Yida                | Aeropuerto Internacional Rey Abdulaziz        | flynas Saudia                     | A32x      |                       |
| Kazajistán          |                                               |                                   |           |                       |
| Almaty              | Aeropuerto Internacional de Almaty            | Air Astana                        |           |                       |
| Nursultán           | Aeropuerto Internacional Nursultán Nazarbáyev | Air Astana                        |           |                       |
| Kuwait              |                                               |                                   |           |                       |
| Ciudad de Kuwait    | Aeropuerto Internacional de Kuwait            | EgyptAir Express                  |           |                       |
| Líbano              |                                               |                                   |           |                       |
| Beirut              | Aeropuerto Internacional de Beirut            | Middle East Airlines (estacional) | A3xx      |                       |
| Turquía             |                                               |                                   |           |                       |
| Estambul            | Aeropuerto de Estambul                        | Turkish Airlines                  |           |                       |
| Estambul            | Aeropuerto Internacional Sabiha Gökçen        | Pegasus Airlines                  |           |                       |
| Uzbekistán          |                                               |                                   |           |                       |
| Taskent             | Aeropuerto Internacional de Taskent           | Air Cairo                         | A32x      |                       |
| Europa              |                                               |                                   |           |                       |
| Alemania            |                                               |                                   |           |                       |
| Düsseldorf          | Aeropuerto Internacional de Düsseldorf        | Air Cairo                         | A32x      |                       |
| Armenia             |                                               |                                   |           |                       |
| Ereván              | Aeropuerto Internacional de Zvartnots         | Air Cairo                         | A32x      |                       |
| Austria             |                                               |                                   |           |                       |
| Viena               | Aeropuerto de Viena                           | Air Cairo Austrian Airlines       | A32x      |                       |
| Bélgica             |                                               |                                   |           |                       |
| Bruselas            | Aeropuerto de Bruselas-National               | TUI fly Belgium                   |           |                       |
| Bruselas            | Aeropuerto de Bruselas Sur                    | TUI fly Belgium                   |           |                       |
| Ostende             | Aeropuerto Internacional de Ostende-Brujas    | TUI fly Belgium                   |           |                       |
| Dinamarca           |                                               |                                   |           |                       |
| Copenhague          | Aeropuerto de Copenhague-Kastrup              | Air Cairo                         | A32x      |                       |
| Georgia             |                                               |                                   |           |                       |
| Tiflis              | Aeropuerto Internacional de Tiflis            | Air Cairo                         | A32x      |                       |
| Italia              |                                               |                                   |           |                       |
| Bari                | Aeropuerto de Bari-Palese                     | Air Cairo                         | A32x      |                       |
| Milán               | Aeropuerto de Milán-Malpensa                  | Air Cairo Neos                    | A32x B7x7 |                       |
| Nápoles             | Aeropuerto de Nápoles-Capodichino             | Air Cairo                         | A32x      |                       |
| Roma                | Aeropuerto de Roma-Fiumicino                  | Air Cairo                         | A32x      |                       |
| Noruega             |                                               |                                   |           |                       |
| Oslo                | Aeropuerto de Oslo-Gardermoen                 | Air Cairo                         | A32x      |                       |
| Países Bajos        |                                               |                                   |           |                       |
| Ámsterdam           | Aeropuerto de Ámsterdam-Schiphol              | TUI Airlines Nederland            | B7x7      |                       |
| Polonia             |                                               |                                   |           |                       |
| Katowice            | Aeropuerto Internacional de Katowice          | Air Cairo                         | A32x      |                       |
| Varsovia            | Aeropuerto Chopin de Varsovia                 | Air Cairo                         | A32x      |                       |
| Suiza               |                                               |                                   |           |                       |
| Zúrich              | Aeropuerto Internacional de Zúrich            | Chair Airlines                    | A3xxceo   |                       |

## Estadísticas
Ver fuente y consulta Wikidata.